# 16e division de réserve (Empire allemand)
Pour les articles homonymes, voir 16e division d'infanterie.
La 16e division de réserve est une unité de l'armée allemande qui participe à la Première Guerre mondiale. Au déclenchement du conflit, elle forme avec la 15e division de réserve, le VIIIe corps de réserve. La division combat dans les Ardennes puis participe à la poursuite des troupes françaises jusque sur la Marne. Elle est engagée dans la bataille de la Marne puis occupe un secteur en Champagne jusqu'en octobre 1915.
D'octobre 1915 à octobre 1916, la 16e division de réserve est stationnée le long de l'Aisne. Elle est ensuite engagée dans la bataille de la Somme. À partir du mois de décembre 1916, elle occupe un secteur du front à proximité de Soissons, elle est ensuite engagée dans la bataille du Chemin des Dames. Au cours de l'été et de l'automne 1917, la division est transférée sur le front de l'est et participe à la poursuite des troupes russes après l'offensive Kerenski. À partir du mois de décembre 1917, la division est de retour sur le front de l'ouest et combat vers Cambrai. En 1918, elle est engagée dans les combats de printemps. Durant le mois d'août, la division est engagée dans de durs combat sur la Somme. Elle est ensuite transférée en Belgique. À la fin du conflit, la division est transférée en Allemagne et dissoute l'année suivante.

## Première Guerre mondiale

### Composition

#### Mobilisation en 1914 - 1916
- 29e brigade d'infanterie de réserve

29e régiment d'infanterie de réserve
65e régiment d'infanterie de réserve
- 31e brigade d'infanterie de réserve

28e régiment d'infanterie de réserve
68e régiment d'infanterie de réserve
- 3 escadrons du 3e régiment de cavalerie lourde de réserve
- 16e régiment d'artillerie de campagne de réserve (6 batteries, puis 9 batteries en 1916)
- 1re et 2e compagnies du 8e bataillon de pionniers de réserve

#### 1917
- 31e brigade d'infanterie de réserve

29e régiment d'infanterie de réserve
30e régiment d'infanterie de réserve
68e régiment d'infanterie de réserve
- 106e commandement divisionnaire d'artillerie

16e régiment d'artillerie de campagne de réserve (9 batteries)
- 3 escadrons du 3e régiment de cavalerie lourde de réserve
- 316e bataillon de pionniers

#### 1918
- 31e brigade d'infanterie de réserve

29e régiment d'infanterie de réserve
30e régiment d'infanterie de réserve
68e régiment d'infanterie de réserve
- 106e commandement divisionnaire d'artillerie

16e régiment d'artillerie de campagne de réserve (9 batteries)
127e bataillon d'artillerie à pied
- 4 escadrons du 8e régiment de cuirassiers (de)
- 316e bataillon de pionniers

### Historique
Au déclenchement de la Première Guerre mondiale, la 16e division de réserve forme avec la 15e division de réserve le VIIIe corps d'armée de réserve rattaché à la IVe armée allemande.

#### 1914
- 2 - 21 août : concentration de la division à la frontière avec le Luxembourg.
- 21 - 25 août : entrée au Luxembourg puis en Belgique, la division est engagée dans la bataille des Ardennes vers Saint-Hubert le 22 août, vers Matton le 24 août.
- 25 - 26 août : franchissement de la Meuse vers Sedan, la division subit de fortes pertes au cours de cette opération.
- 27 août - 5 septembre : poursuite des troupes françaises par Vouziers.
- 6 - 20 septembre : engagée dans la bataille de la Marne, (bataille de Vitry) le long du canal de la Marne au Rhin vers Heiltz-le-Maurupt, Bignicourt-sur-Marne et Le Buisson. À partir du 9 septembre, la division entame un repli vers le nord, par Suippes le 14 septembre, puis Cernay-en-Dormois jusqu'à atteindre le 20 septembre Minaucourt, Massiges[1].
- 21 septembre - 31 décembre : occupation d'un secteur au nord de Massiges.

#### 1915
- 1er janvier - 21 mars : occupation d'un secteur au nord de Massiges. Nombreuses actions locales dans le secteur de Souain-Perthes-lès-Hurlus et la ferme de Beauséjour. Engagée dans la bataille de Champagne avec de lourdes pertes[n 1].
- 21 mars - 25 septembre : occupation d'un secteur du front au nord de Massiges.
- 25 septembre - 18 octobre : engagée dans la bataille de Champagne à l'est de la route reliant Tahure à Perthes-lès-Hurlus avec des pertes importantes[1].
- 18 - 30 octobre : retrait du front, repos dans la région du Chesne.
- 30 octobre 1915 - 16 février 1916 : mouvement vers le front de l'Aisne, occupation d'un secteur entre Soissons et Vailly-sur-Aisne.

#### 1916
- 16 février - 15 octobre : mouvement de rocade, la division occupe un secteur du front à l'ouest de Soissons entre Moulin-sous-Touvent et Autrêches. Au cours de cette période, la composition de la division est modifiée, elle passe à trois régiments. Plusieurs unités sont également envoyées sur la Somme pour renforcer la ligne de front, ainsi le 28e régiment de réserve renforce la 185e division d'infanterie[1] tandis que le 65e régiment de réserve est transféré à la 208e division d'infanterie[2].
- 15 octobre - 12 décembre : retrait du front, transport par V.F. de Tergnier vers la Somme. Engagée dans la bataille de la Somme, du 4 au 28 novembre actions locales violentes avec de fortes pertes dans le secteur du bois de Saint-Pierre-Vaast.
- 13 décembre 1916 - 15 avril 1917 : retrait du front, transport vers l'Aisne. La division occupe un secteur du front dans la région de Cerny-en-Laonnois.

#### 1917
- 15 - 20 avril : engagée dans la bataille du Chemin des Dames entre Chivy et la raffinerie sucrière de Cerny-en-Laonnois, les pertes sont importantes[n 2].
- 20 avril - 10 mai : retrait du front, la division est transportée dans le camp de Sissonne, repos et reconstitution.
- 10 mai - 20 juin : mouvement vers la Lorraine, occupation d'un secteur du front entre le Sânon et Gondrexon.
- 20 juin - 7 juillet : retrait du front, mouvement en Alsace ; repos et instruction dans la région de Ferrette.
- 7 - 12 juillet : transport par V.F. vers le front de l'est en Galicie dans la région de Rohatyn et de Bourchtyn.
- 12 juillet - 20 novembre : engagée à la fin de l'offensive Kerenski, poursuite des troupes russes. Combat le long du Dniestr, la division atteint Khotyn.

août : la division occupe un secteur autour de Tchernivtsi.
15 - 20 novembre : concentration de la division en arrière de Tchernivtsi.
- 20 - 29 novembre : transport par V.F. sur le front de l'ouest, par Kolomyia, Stanislau, Lemberg, Przemyśl, Cracovie, Oppeln, Breslau, Dresde, Chemnitz, Nuremberg, Karlsruhe, Haguenau, Sarreguemines, Thionville, Sedan, Bucy-lès-Pierrepont[3].
- 1er décembre 1917 - 20 mars 1918 : engagée dans la bataille de Cambrai dans le secteur de Marcoing ; puis organisation et occupation d'un secteur dans cette même région.

#### 1918
- 21 - 24 mars : engagée dans l'offensive Michael, attaque de la division au sud de Marcoing.
- 25 mars - 10 avril : retrait du front, repos vers l'Ancre.
- 10 - 27 avril : relève de la 107e division d'infanterie le long de l'Ancre, cette dernière relève la 16e division de réserve le 27 avril[4].
- 27 avril - 15 mai : retrait du front, repos dans la région de Puisieux.
- 15 mai - 15 juin : mouvement vers le front, occupation d'un secteur dans la région de Beaumont-Hamel.
- 15 juin - 4 juillet : retrait du front, repos dans la région de Haplincourt.
- 4 juillet - 28 août : mouvement vers le front, à nouveau dans le secteur de Beaumont-Hamel. À partir du mois d'août, la division est contrainte de se replier devant les attaques des troupes alliées. La division est localisée à Miraumont le 23 août, Grandcourt le 24 août, Le Barque le 25 août et Flers le 27 août ; au cours de ces combats la division déplore de lourdes pertes[4].
- 28 août - 5 septembre : retrait du front, repos.
- 5 - 10 septembre : mouvement vers le front, renforcement de la ligne vers Équancourt, les pertes sont lourdes, la division déplore entre autres la perte de 600 hommes faits prisonniers[4].
- 10 septembre - 1er octobre : retrait du front, transport par V.F. dans la région de Bruges, repos.
- 1er - 28 octobre : mouvement vers le front, relève de la 16e division d'infanterie bavaroise[4] sur le front d'Ypres au sud-est de Staden. Combats dans les secteurs de Hooglede, Staden et vers Wynghene.
- 28 octobre - 11 novembre : retrait du front, repos dans la région de Gand. Après la signature de l'armistice, la division est transférée en Allemagne et dissoute au cours de l'année 1919.

## Chefs de corps
| Grade           | Nom                     | Date                               |
| --------------- | ----------------------- | ---------------------------------- |
| Generalleutnant | Wilhelm Mootz           | 2 août 1914 - 1er janvier 1915     |
| Generalmajor    | Constantin von Altrock  | 2 janvier - 24 mai 1915            |
| Generalleutnant | Ludwig Sieger           | 14 juin 1916 - 10 septembre 1917   |
| Generalleutnant | Friedrich von Hertzberg | 11 septembre 1917 - 7 janvier 1919 |